# أوديث تافاريس
أوديث تافاريس (بالبرتغالية: Odeth Tavares) مواليد 18 يونيو 1976 في بنغيلا، أنغولا، هي لاعبة كرة يد أنغولية معتزلة. شاركت في دورة الألعاب الأولمبية الصيفية ثلاث مرات، كما شاركت في كأس العالم للسيدات.

## سجل المنافسة
شاركت في البطولات التالية:
- الألعاب الأولمبية الصيفية 2000
- الألعاب الأولمبية الصيفية 2004
- الألعاب الأولمبية الصيفية 2008

## روابط خارجية
- أوديث تافاريس على موقع اللجنة الأولمبية الدولية (الإنجليزية)
- أوديث تافاريس على موقع أوليمبيديا (الإنجليزية)